# Mortimer von Maltzan
Joachim Karl Ludwig Mortimer Graf von Maltzan (o Maltzahn), Freiherr von Wartenberg und Penzlin (1793 en Schloss Lissa - 1843 en Berlín), fue un diplomático prusiano y Ministro de Exteriores entre 1841 y 1842.
Maltzan era el hijo del Conde Joachim Alexander Kasimir Maltzahn y de su esposa Antoinie (nacida Hoym). Él mismo se casó con la Condesa Auguste von der Goltz.
Maltzan participó en la Guerra de la Sexta Coalición como oficial en la Garde du Corps prusiano. Después se unió al servicio diplomático. En un principio fue secretario de delegación en varias embajadas. Después fue chargé d'affaires en Darmstadt y enviado a La Haya, Hannover y Viena. Finalmente obtuvo el rango de ministro plenipotenciario.
En 1841 Maltzan fue hecho Ministro de Asuntos Exteriores prusiano. Karl August Varnhagen von Ense reprodujo un informe de Wilhelm von Humboldt, según el cual el rey Federico Guillermo IV estaba más satisfecho con Maltzan que con cualquiera de los otros ministros, y tenía completa confianza en él. Debido a una severa enfermedad mental, sin embargo, fue despedido ya en 1842.
- Datos: Q110410643